# عبدل‌آباد کانی کبود
کن‌کبود علیا یا عبدل‌آباد میربگ، روستایی از توابع بخش مرکزی شهرستان دلفان در استان لرستان، و کشور ایران است. هفت کيلومتر از شهر نورآباد  فاصله دارد. دارای آب و هوای بسیار معتدل است. بیشتر زمین‌های این روستا دیم هستند. روستا داراي ۳۴۶ هکتار زمين کشاورزي (عمدتاً ديم) بوده که عمده محصولات آن گندم، نخود و جو مي‌باشد. شغل اهالی روستا عمدتاً کشاورزی و تا حدودی دامداری است. اراضی موسوم به دره‌گرکی که توسط اداره منابع طبیعی دلفان به عنوان اراضی ملی ضبط و ثبت شده است، متعلق به این روستاست. بیشتر اهالی روستا دارای باغات شخصی هستند. از لحاظ منابع آبی در فقر نسبی به سر می‌برد. دارای یک مرکز جامع خدمات بهداشتی و چشمه‌های متعددی است که از مهمترین آنها می‌توان به چشمه کمره، چشمه پهنه، کنی سوره یا چشمه سرخه، داریاقو و ... است. 

## جمعیت
این روستا در دهستان میریگ شمالی قرار دارد و بر اساس سرشماری مرکز آمار ایران در سال ۱۳۸۵، جمعیت آن ۵۶ نفر (یازده خانوار) بوده‌ است.